# Anna Torv
Anna Torv (* 7. června 1979, Melbourne, Austrálie) je australská herečka. Je známá svou rolí Olivie Dunham ve sci-fi seriálu Hranice nemožného televizní stanice Fox.

## Životopis
Anna Torv se narodila v Melbourne, Victoria, Austrálie Susan a Hansovi Torvovým a vyrostla v Gold Coast, Queensland. Annin otec Hans Torv má Estonské předky, ale narodil se ve Skotsku. Má mladšího bratra Dylana. Její teta je spisovatelka Anna Maria Torv Murdoch Mann, která byla 31 let vdaná za miliardáře a mediálního magnáta Ruperta Murdocha. Murdochova společnost News Corporation vlastní Fox Entertainment Group, která zase vlastní televizní stanici FOX.
V prosinci 2008 se Anna Torv vdala za herce Marka Valleyho. Rozešli se na začátku roku 2010.

## Vzdělání
Torv absolvovala v roce 1996 Benowa State High School. A v roce 2001 absolvovala National Institute of Dramatic Art (NIDA).

## Kariéra
Torv se objevila v seriálu BBC Mistresses. Také namluvila hlavní postavu Nariko ve videohře Heavenly Sword, kde byla také použita její tvář pro základ postavy.
Torv hraje agentku FBI Olivii Dunham v americkém seriálu Fringe. V roce 2009 byla nominována na Saturn Award za nejlepší herečku na televizi. Anna se také objevila v minisérii stanice HBO The Pacific jako Virginia Grey.

## Filmografie

### Film
| Rok  | Název                  | Role             | Poznámky       |
| ---- | ---------------------- | ---------------- | -------------- |
| 2002 | White Collar Blue      | sousedka         | televizní film |
| 2003 | Travelling Light       | Debra Fowler     |                |
| 2006 | The Book of Revelation | Bridget/Gertrude |                |
| 2007 | Frankenstein           | JIP sestřička    | televizní film |
| 2014 | Heavenly Sword         | Nariko           | dabing         |
| 2014 | Love Is Now            | Virginia Grey    |                |
| 2015 | Dcera                  | Anna             |                |
| 2017 | Stephanie              | Jane             |                |
| 2023 | Force of Nature        | Alice            |                |

### Televize
| Rok       | Název                      | Role                 | Poznámky                       |
| --------- | -------------------------- | -------------------- | ------------------------------ |
| 2002      | Mladí lvi                  | Irena Nedov          | vedlejší role (1. řada)        |
| 2004–2005 | Náš tajný život            | Nikki Martel         | vedlejší role (1. řada)        |
| 2004      | McLeodovy dcery            | Jasmine McLeod       | 2 díly                         |
| 2008      | Mistresses                 | Alex                 | vedlejší role (1. řada)        |
| 2008–2013 | Hranice nemožného          | Olivia Dunhamová     | hlavní role; 100 dílů          |
| 2010      | The Pacific                | Virginia Grey        | díl „Peleliu Landing“          |
| 2011      | CollegeHumor Originals     | Officer Alia         | díl „Can I Give You a Ticket?“ |
| 2013      | Open                       | Windsor              | pilotní díl                    |
| 2015      | Bitva o Gallipoli          | Gwendoline Churchill | hlavní role; minisérie         |
| 2016–2019 | Tajné město                | Harriet Dunkley      | hlavní role                    |
| 2017–2019 | MINDHUNTER: Lovci myšlenek | Dr. Wendy Carr       | hlavní role; 19 dílů           |
| 2021      | The Newsreader             | Helen Norville       | hlavní role                    |
| 2021      | Fires                      | Lally Robinson       | 1 díl                          |
| 2023      | The Last of Us             | Tess                 | 3 díly                         |

### Ostatní
| Rok  | Název          | Role   | Poznámky                          |
| ---- | -------------- | ------ | --------------------------------- |
| 2007 | Heavenly Sword | Nariko | videohra; dabing a motion capture |